# Melrhir Lacuna
La Melrhir Lacuna è una struttura geologica della superficie di Titano.